# Loudilka
Loudilka (Duits: Laudilka) is een Tsjechische plaats in de gemeente Heřmaničky in de regio Midden-Bohemen en maakt deel uit van het district Benešov. Het dorp ligt op ongeveer 1 kilometer afstand van Heřmaničky.
Loudilka telt 16 inwoners (2021).

## Etymologie
Het dorp is vernoemd naar een lokale inwoner genaamd Louda, die er een herberg uitbaatte.

## Geschiedenis
De eerste schriftelijke vermelding van het dorp dateert van 1788. Tot en met het midden van de 19e eeuw stond Loudilka, net als de rest van de op dat moment toekomstige, huidige gemeente, onder bestuur van Smilkov.
In 1960 werd Loudilka ingedeeld bij het district Benešov.

## Verkeer en vervoer

### Autowegen
Er leidt een regionale weg naar het dorp.

### Spoorlijnen
Er is geen station in Loudilka; het dichtstbijzijnde station is in Heřmaničky, ten oosten van het dorp.

### Buslijnen
De volgende buslijn halteert in het dorp:
| Halte                | Lijn(en) | Traject(en)      | Vervoerder   |
| -------------------- | -------- | ---------------- | ------------ |
| Heřmaničky, Loudilka | 451      | Votice - Borotín | CŠAD Benešov |

## Bezienswaardigheden
- Kleine dorpskapel

## Galerij

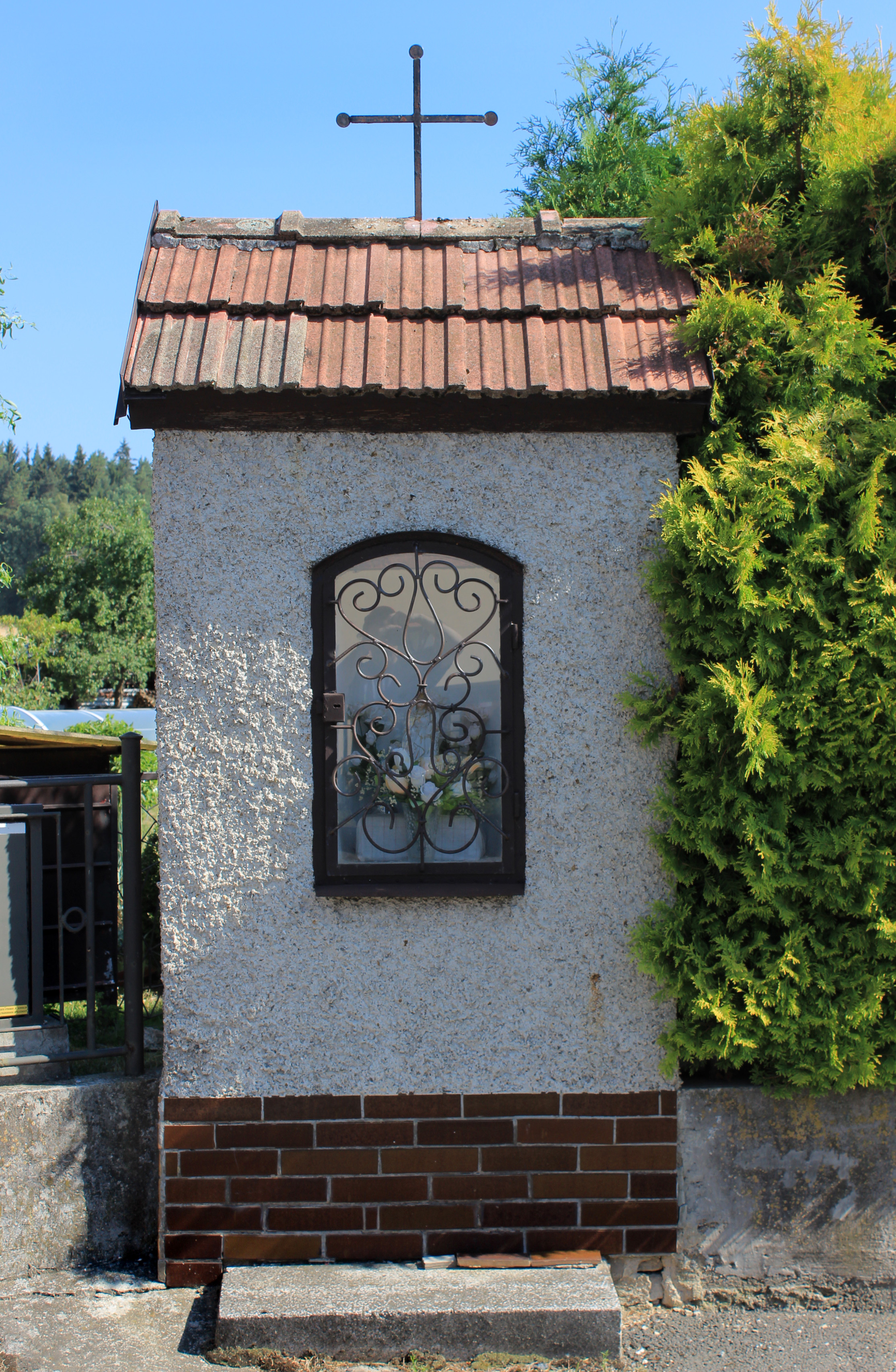
Dorpskapel (2015)
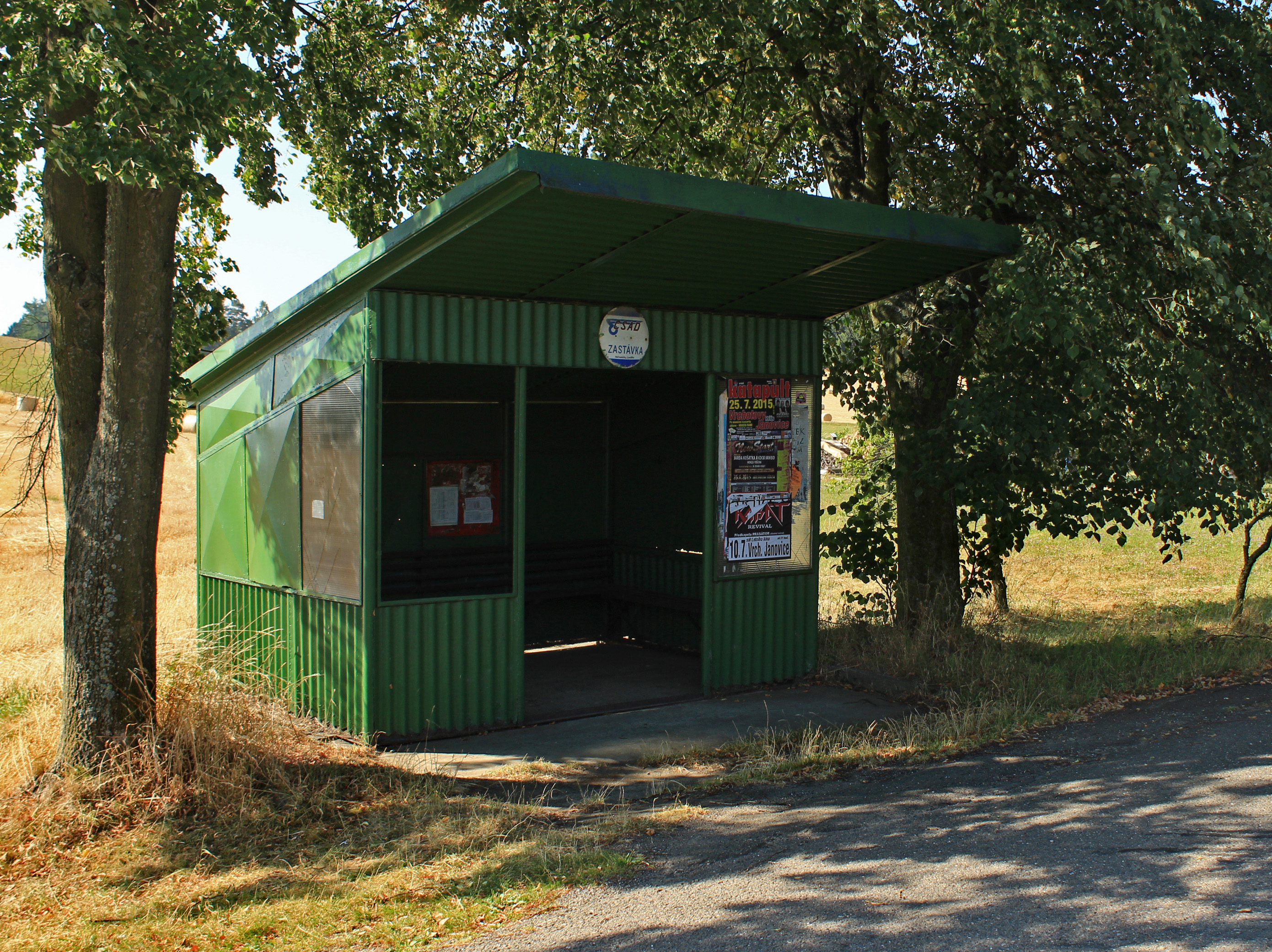
Bushalte (2015)
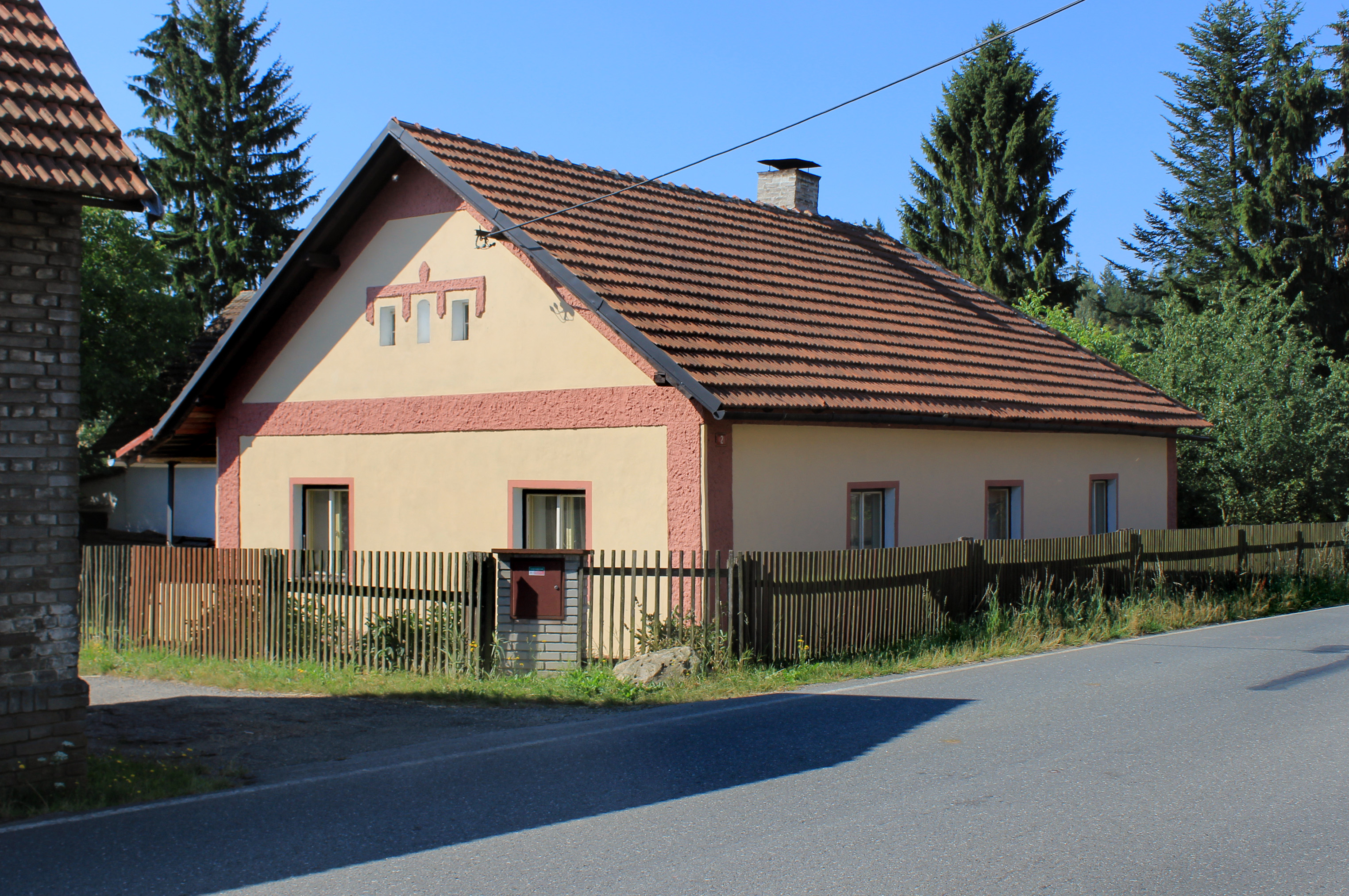
Huis in het dorp (2015)
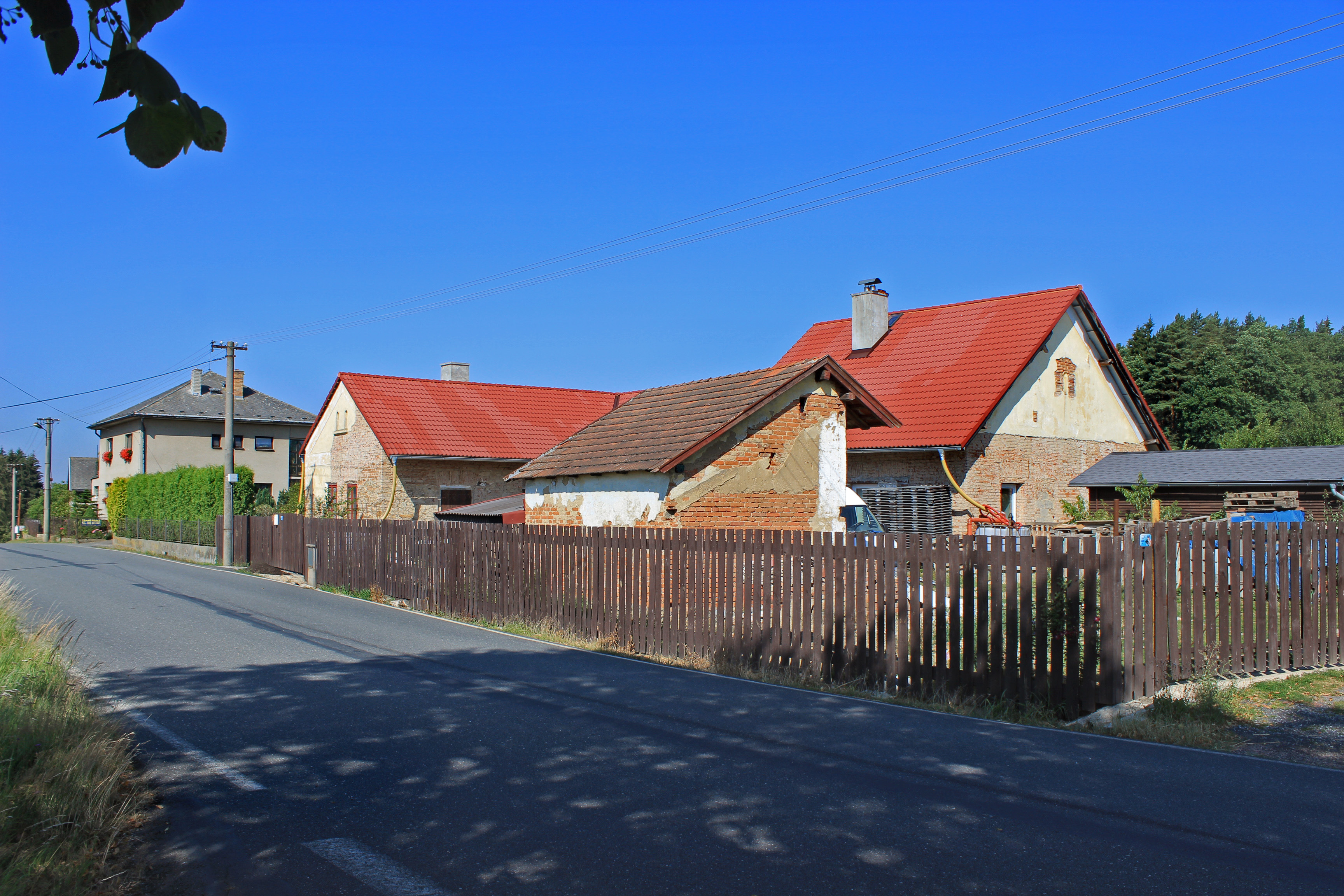
Hoofdstraat (2015)
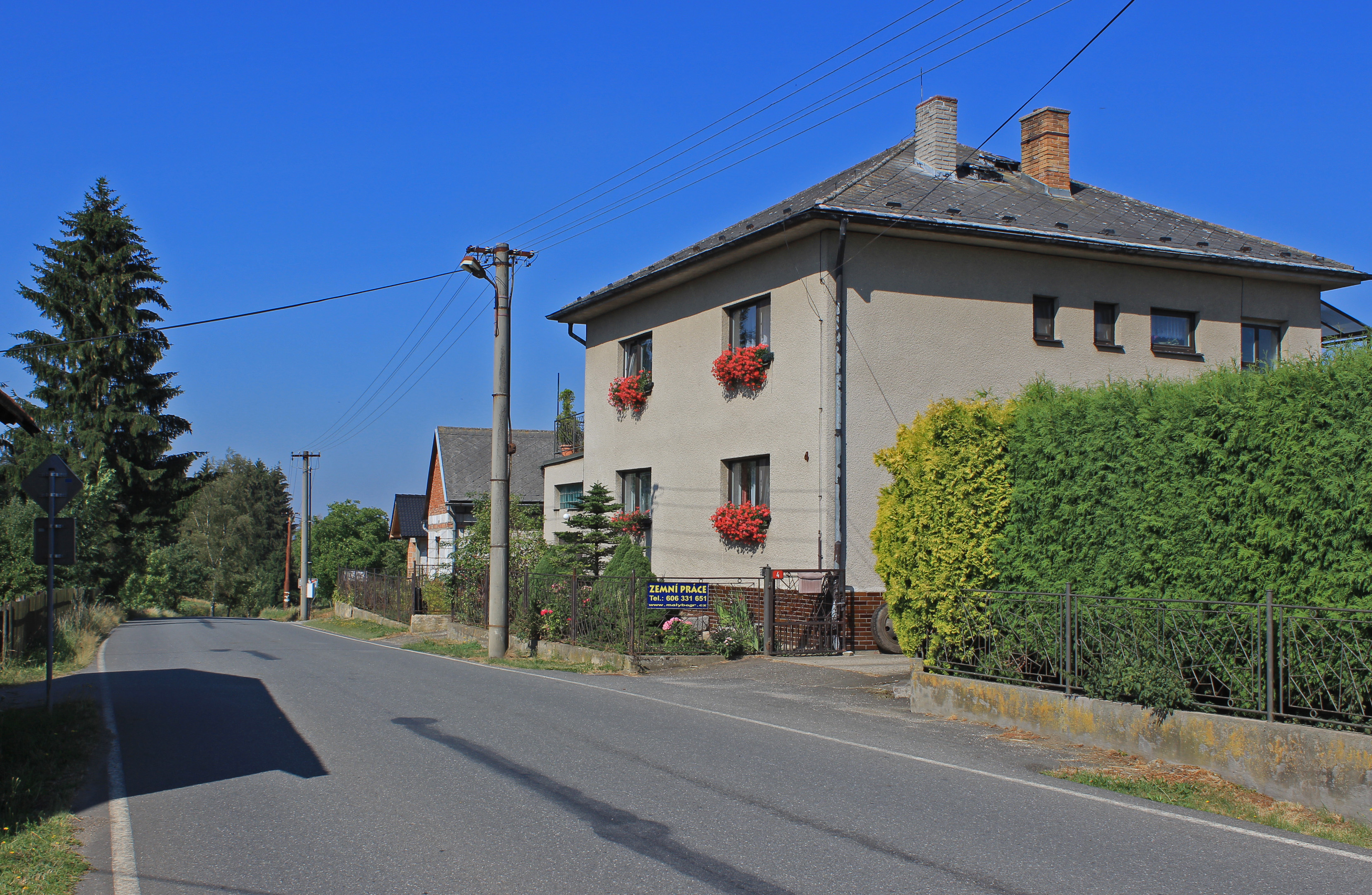
Weg langs het dorp (2015)
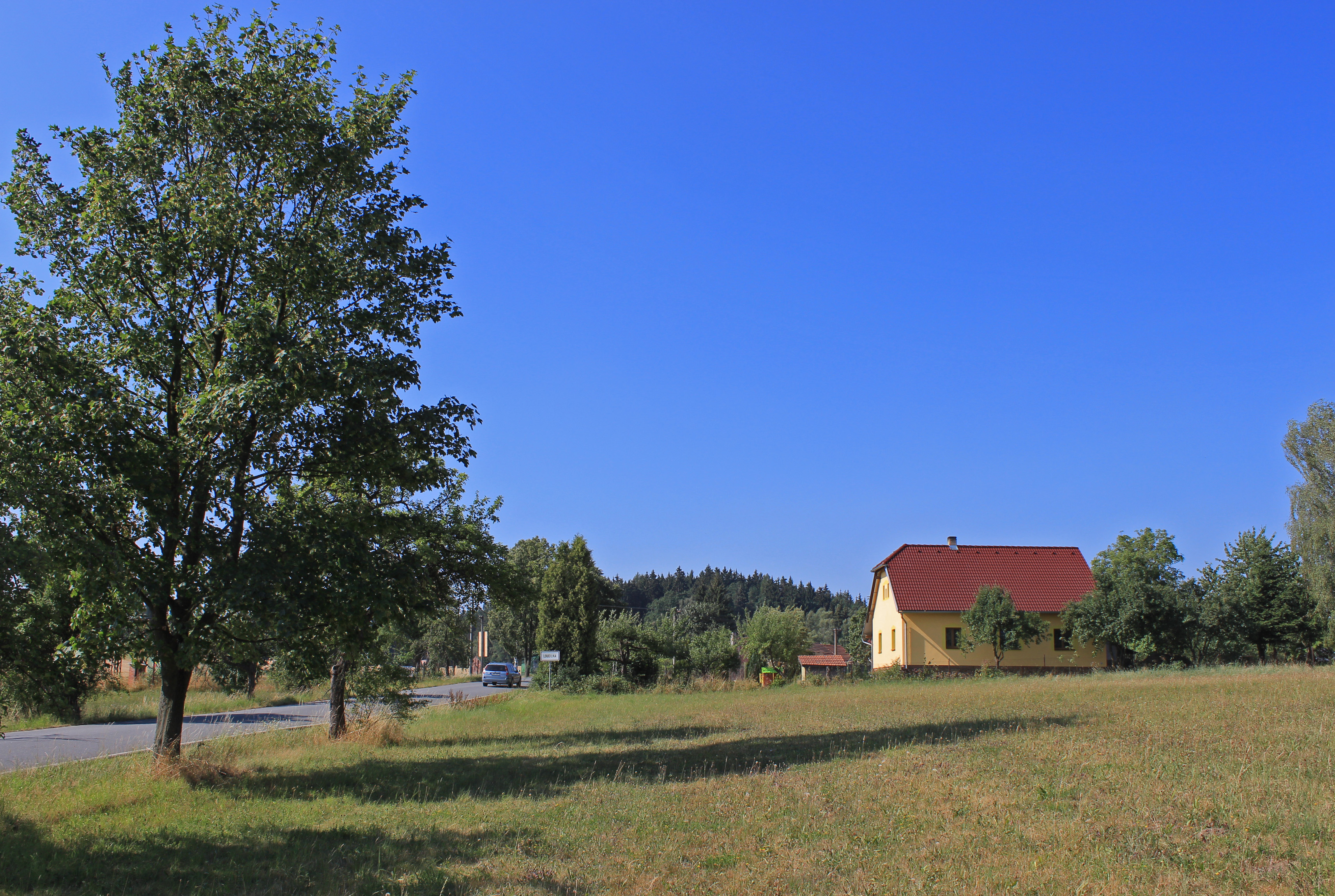
Zuidkant (2015)
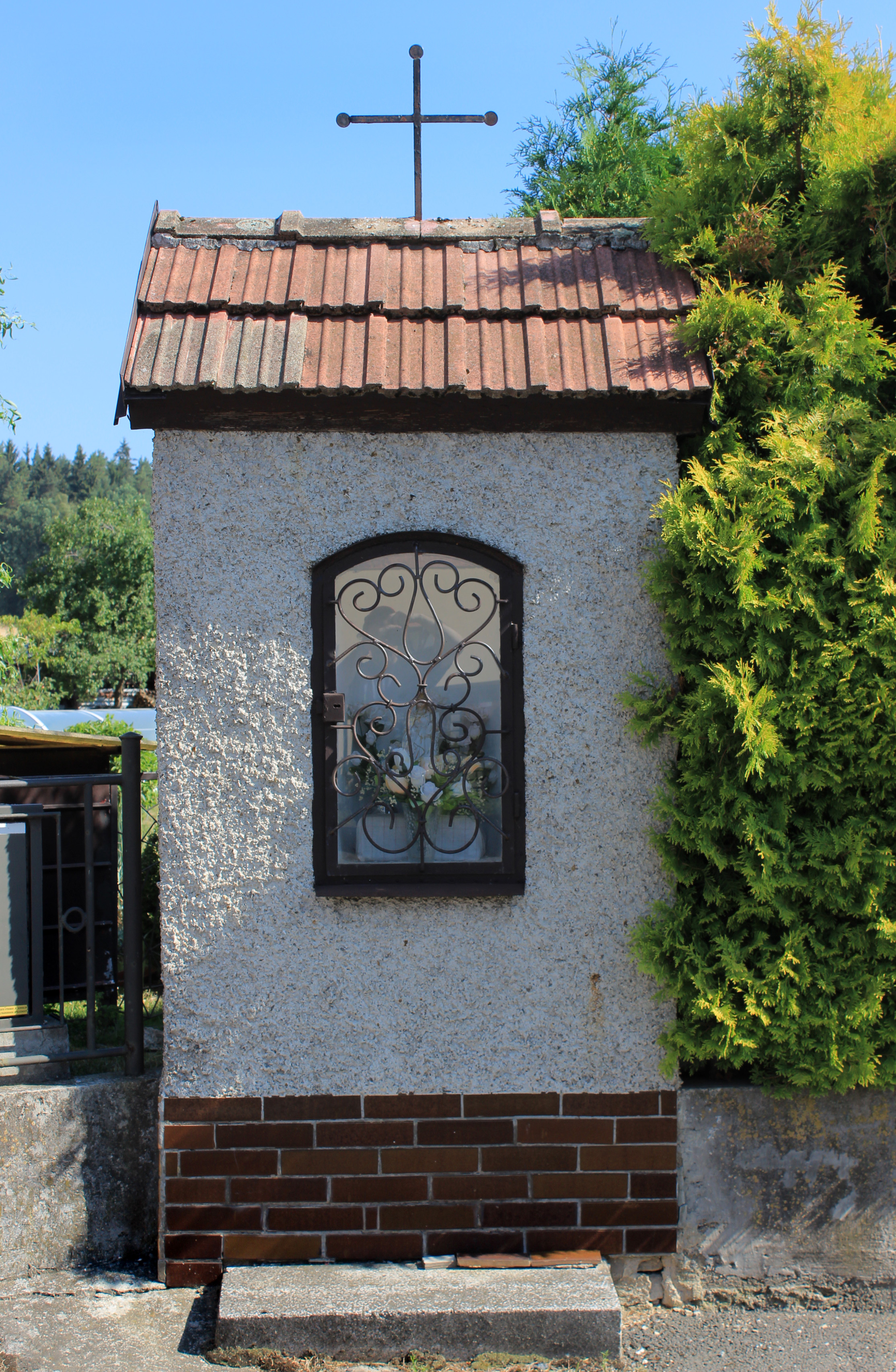
Dorpskapel (2015)